# 黑森傭兵

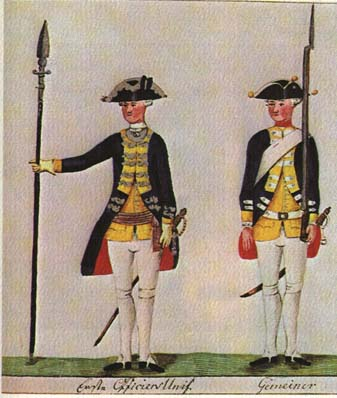
兩位近衛兵團的黑森士兵

黑森傭兵（英語：Hessian、Hessian soldiers），即黑森士兵，又譯赫斯傭兵，18世紀受大英帝國僱用的德意志籍傭兵組織。美國獨立戰爭期間大約有30,000人在北美十三州服役，其中近半數來自德意志的黑森地區，其他來自類似的小邦。在英國服役的背景下，他們全部被歸類為「黑森人」（Hessians），北美殖民地居民則稱他們為「僱傭兵」。
黑森傭兵是以小隊為單位受僱，非單人個別受僱。他們會得到報酬，但他們家鄉各邦的貴族會收到大部分的資金，英國人發現與自行徵募士兵相比，如此反而易於借款支付僱傭酬勞。
英國在包括愛爾蘭的數次戰鬥中運用了黑森傭兵，但最大規模地投入在美國獨立戰爭中的軍事行動，他們提供了大量人力以支持親英派份子，獨立派方面則利用這些士兵非英國籍的事實做政治宣傳，並將他們描述為貪圖金錢的受僱者，獨立派也提供獎賞土地引誘他們背叛而加入美方。有多支德裔部隊被派駐防於不列顛群島頂替正規軍務，以騰出更多英國正規軍調赴北美洲服役。

## 歷史

### 18世紀前葉
1706年、1707年間，約有一支10,000人組成的黑森傭兵隊於在歐根親王的義大利軍團中服役，直到1708年前往西屬尼德蘭為止。1714年，有6,000名黑森傭兵受瑞典僱用前往加入瑞典對俄羅斯的戰爭，隨後的1715年有12,000人受僱於喬治一世以鎮壓詹姆斯黨叛亂（Jacobite Rebellion）。1744年的奧地利王位繼承戰爭中，有6000名黑森傭兵在法蘭德斯對英國陸軍作戰，同時有另外6,000人在巴伐利亞陸軍之中。1762年之前，有24,000名黑森傭兵在斐迪南公爵的普魯士陸軍中服役。

### 美國獨立戰爭（1776－1783）
在美國獨立戰爭期間，黑森-卡塞爾伯爵腓特烈二世與其他德意志地區的領主出租了一部分常備陸軍部隊給大不列顛王國以對抗美國革命中的革命黨，前後大約有30,000名士兵被交易到美洲服役。他們被稱為黑森人（Hessians），因最大族群即人數總和的30,067人當中有12,992人來自黑森-卡塞爾地區。他們以完整的部隊編制赴任，使用自己原有的制服、武器、軍官。
兵源分別來自於黑森-哈瑙的威廉伯爵（Count William of Hesse-Hanau）、布倫瑞克-沃爾芬比特爾公爵查理一世、瓦爾德克親王腓特烈·卡爾·奧古斯特、布蘭登堡安斯巴赫-拜律特邊侯卡爾·亞歷山大、安哈爾特-策爾布斯特親王腓特烈·奧古斯特。

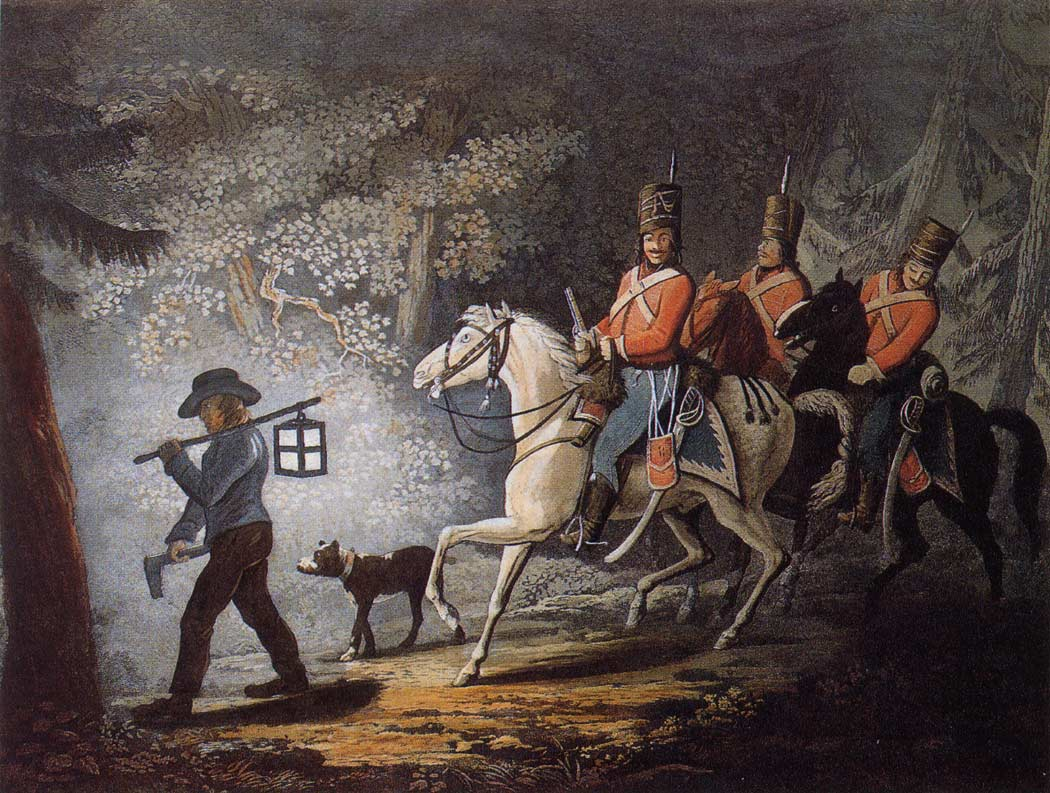
在美洲的黑森驃騎兵

黑森傭兵不單獨行動，貴族領主會決定是否將整支部隊出租。許多人是被強制徵召（Impressment）進入黑森部隊服役的，逃兵會被迅速處死刑或被連隊處夾道鞭笞（Gauntlet）。在美國獨立革命中，黑森傭兵大約占英國派遣軍人數的四分之一；包括有獵兵、驃騎兵，三個砲兵連隊和四個營的擲彈兵。大部分的步兵是稱作「獵人」的狙擊兵以及鳥槍兵、燧發槍兵（fusilier）。他們的武裝是滑膛槍，砲兵使用3磅加農砲。最初每團平均由500至600人組成，後來在戰爭中每團只有300至400人。
1776年，黑森傭兵先遣部隊約18,000人抵達北美，後續有更多部隊到達。1776年8月15日，他們在紐約州史泰登島登陸，隨後於長島會戰首次參戰，隨後投入紐約及新澤西戰役，10月在白原戰役擔當前鋒，11月在華盛頓堡攻城戰作為攻城主力取得勝利。12月26日翠登戰役英軍戰敗，黑森傭兵遭受慘重損失，1777年1月的阿孫平克溪戰役及普林斯頓戰役再度挫敗。
1777年之後英國主要運用黑森傭兵為駐屯地的衛戍部隊，黑森傭兵仍參與了幾乎每場戰鬥，夏季的薩拉托加戰役因英軍投降而連帶被俘數千人。1778年至1780年間，一支混編傭兵在南方各州的戰役中戰鬥，包括吉爾福德縣府戰役，1781年則仍有兩個團在約克鎮圍城戰役中戰鬥。
英國對黑森部隊的運用激怒了美國人的情緒，並促使更多的親英派人士轉向支持革命。他們將英國利用非英語系外國軍隊鎮壓叛亂的動作視為侮辱，因英國政府對待英籍軍民與非英籍軍民未有差別待遇。親英派認為，英國殖民地居民應該有權不淪為僱傭兵的敵人。

### 黑森戰俘

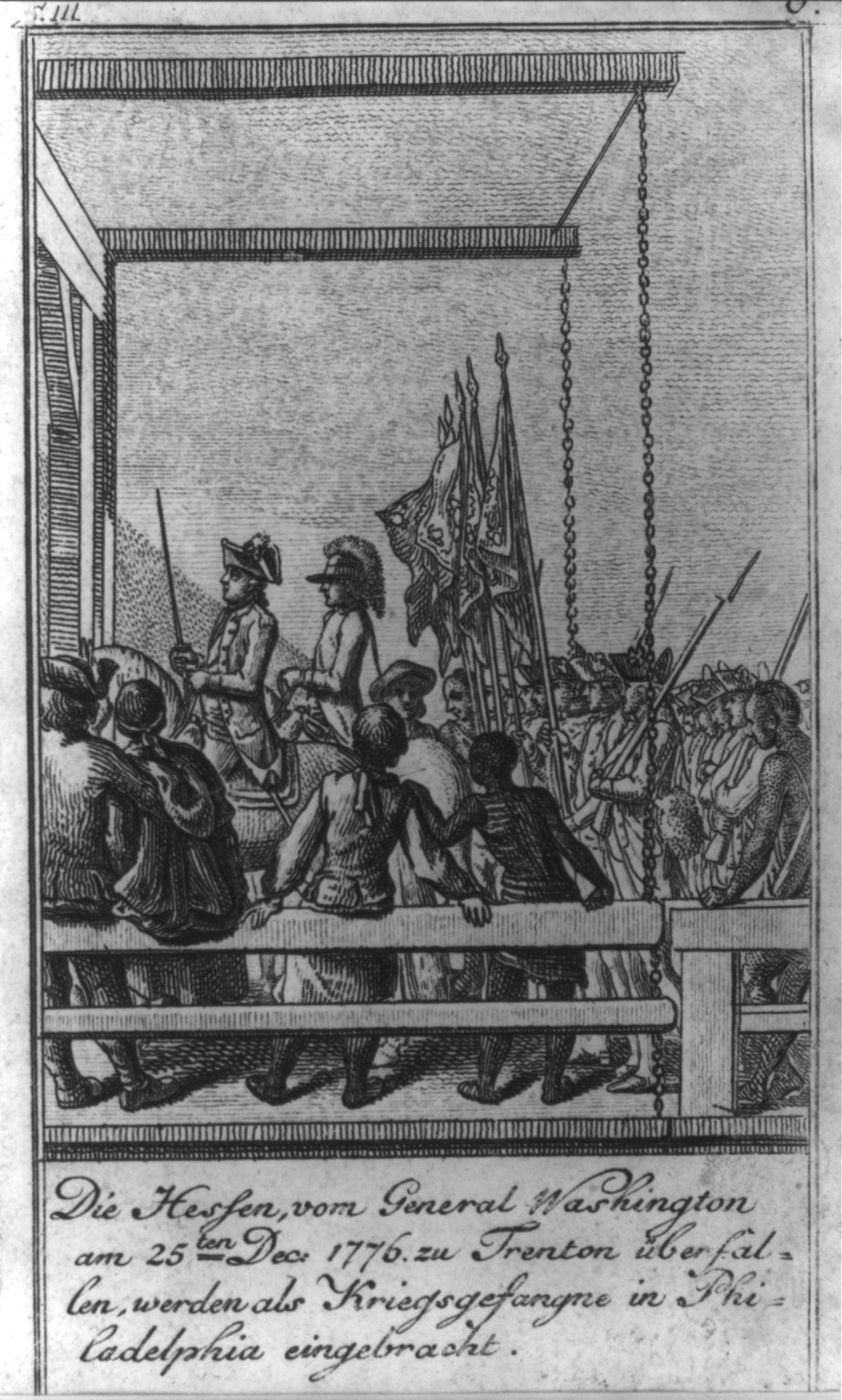
在翠登戰役期間被俘虜帶往費城的黑森傭兵士兵

在翠登戰役，1776年12月26日早晨，喬治·華盛頓的大陸軍渡過德拉瓦河突襲並擊潰1,400人的黑森傭兵，有大約20名黑森兵被殺、約100人負傷以及1,000人被捕為戰俘。
一位在翠登戰役被俘的黑森傭兵約翰·尼可拉斯·巴納（Johann Nicholas Bahner）的家傳記載，部分黑森士兵被告知他們的任務需求是抵禦印地安人入侵北美十三州，當他們抵達北美洲才發現是受僱來對英國殖民地居民作戰，而非印地安人。在翠登戰役被俘的黑森士兵於費城街頭遭到遊街示眾，以激發在場美洲人的士氣與怒氣，有助於大陸軍徵募新兵。大部分戰俘被發配作為農場工人勞動。
在1778年年初之前，華盛頓與英國之間展開了戰俘交換的談判。在一項一比一交涉中訂定，若有一名黑森士兵叛逃，則也會少一名安全回家的美洲人。尼可拉斯·巴納（Nicholas Bahner）、雅各·斯特羅布（Jacob Strobe）、喬治·蓋斯勒（George Geisler）、康拉德·克雷姆（Conrad Kramm）是少數被美方俘虜、在交涉中被歸還後再自英軍叛逃的黑森士兵，他們因叛逃而被英軍搜捕，也被許多殖民地居民通緝。
殖民地民兵方面持續試圖誘使黑森傭兵自英方叛逃並加入德裔美籍人口。第二屆大陸議會批准提供50英畝（近20公頃）的土地給個別的黑森士兵以鼓勵其叛逃，同時也視軍階高低分別提供50至800英畝給英軍逃兵。
1777年8月，一篇匿名的法文諷刺信函「黑森傭兵的銷售」（英語：The Sale of the Hessians）被廣泛散布。這篇文章聲稱一位黑森傭兵指揮官希望更多麾下士兵死亡，如此他便可獲得更優厚的補償。該信函作者多年不明，直到1874年約翰·畢格羅（John Bigelow）將其翻譯成英文，並主張作者是班傑明·富蘭克林，以之收錄當年出版的富蘭克林自傳《班傑明·富蘭克林的一生》（The Life of Benjamin Franklin），但這個說法似乎欠缺證據支持。

美國獨立戰爭結束後的德意志士兵狀況比例

### 戰爭的終結（1783）
1777年夏季薩拉托加戰役期間，英國將軍約翰·伯戈因按照薩拉托加公約（Convention of Saratoga）的協議，以5,800兵力向美軍將軍何瑞修·蓋茨（Horatio Gates）投降，美軍將這支伯戈因的殘餘軍隊俘虜，稱為「公約軍」（Convention Army）。「公約軍」的組成有很高比例是屬於萊迪索將軍（Friedrich Adolf Riedesel）麾下、來自布倫瑞克-呂訥堡的黑森士兵。美方將這些戰俘解送至維吉尼亞州夏律第鎮，監禁在阿爾伯馬爾戰俘營（Albemarle Barracks）直到1781年。之後再移送賓夕法尼亞州的雷丁及蘭開斯特，直到1783年戰爭正式結束後，在北美服役的29,839名黑森傭兵當中有17,313人返回德意志故鄉。在未返回的12,526人當中，有大約7,700人已死亡，其中大約1,200人在作戰行動中被殺、大約6,354人死於多發於戰爭前期的疾病或意外事故。又另有接近5,000名黑森傭兵從此定居於北美洲，美國與加拿大。

### 愛爾蘭（1798）
1795年10月的美因茨戰役，克羅埃西亞貴族約翰·卡克雷維（Johann Keglevich）僱用黑森傭兵協助奧地利軍擊敗法國。戰後，英國於1798年緊急派遣黑森傭兵前往愛爾蘭支援鎮壓受愛爾蘭人團結協會（Society of United Irishmen）鼓動的叛亂；該組織原以議會改革為宗旨，後受美國革命與法國大革命影響，其成員於1798年前即開始尋求愛爾蘭獨立。  
1798年4月11日，男爵霍姆佩斯第二步槍兵營（Baron Hompesch's 2nd Battalion of riflemen）自懷特島登船開赴科克港，隨後與第五獵兵營第六十團（Jäger 5th Battalion 60th regiment）會合。黑森傭兵活躍於6月的福克斯米爾戰役（Battle of Foulksmills）與維尼格山戰役（Battle of Vinegar Hill），並因殘酷暴虐對待韋克斯福德居民而在愛爾蘭惡名昭彰。

## 美國獨立戰爭中的黑森傭兵單位
安哈特-策爾布斯特（Anhalt-Zerbst）
- 安哈特勞申布萊特公主團（Rauschenplatt's Princess of Anhalt's Regiment）
- 努佩瑙獵兵連（Nuppenau's Jäger Company）
- 安哈特-策爾布斯特砲兵連（Anhalt-Zerbst Company of Artillery）

 安斯巴赫-拜律特（Ansbach-Bayreuth）
- 第一安斯巴赫-拜律特團（1st Regiment Ansbach-Bayreuth），後改名第一安斯巴赫營馮福特團（Regiment von Volt; 1st Ansbach Battalion）
- 第二安斯巴赫-拜律特團（2nd Regiment Ansbach-Bayreuth），後改名第二拜律特營塞伯亨團（Regiment Seybothen; 2nd Bayreuth Battalion）
- 安斯巴赫獵兵連（Ansbach Jäger Company）
- 安斯巴赫砲兵連（Ansbach Artillery Company）

 布倫瑞克-沃爾芬比特爾（Brunswick-Wolfenbüttel）
- 路德維希親王龍騎兵團（Dragoon Regiment Prinz Ludwig）
- 布萊曼擲彈兵營（Grenadier Battalion Breymann）
- 馮巴納輕步兵營（Light Infantry Battalion von Barner）
- 雷德謝爾團（Regiment Riedesel）
- 斯貝希特團（Regiment Specht）
- 腓特烈親王團（Regiment Prinz Friedrich）
- 馮瑞茨團（Regiment von Rhetz）
- 布倫瑞克蓋索獵兵連（Geyso's Company of Brunswick Jägers）

 黑森-卡塞爾（Hesse-Kassel）
- 黑森-卡塞爾獵兵軍（Hesse-Kassel Jäger Corps）
- 馮迪特富特燧發槍兵團（Fusilier Regiment von Ditfurth）
- 埃布普林斯燧發槍兵團（Fusilier Regiment Erbprinz），1780年改編埃布普林斯鳥槍兵團（Musketeer Regiment Erbprinz）
- 馮克尼普豪森燧發槍兵團（Fusilier Regiment von Knyphausen）
- 馮洛斯堡燧發槍兵團（Fusilier Regiment von Lossburg）
- 馮拉爾擲彈兵團（Grenadier Regiment von Rall），1777年改名馮伍爾沃斯團（von Woellwarth），1779年改名馮特朗巴赫團（von Trümbach），1781年改名但傑萊利團（d'Angelelli）
  - 第一馮林興擲彈兵營（1st Battalion Grenadiers von Linsing）
  - 第二馮布洛克擲彈兵營（2nd Battalion Grenadiers von Block），後改名馮倫格克（von Lengerke）
  - 第三馮明尼格羅德擲彈兵營（3rd Battalion Grenadiers von Minnigerode），後改名馮勒文斯泰因（von Löwenstein）
  - 第四馮科勒擲彈兵營（4th Battalion Grenadiers von Köhler），後改名馮伯爵、馮普拉特（von Graf; von Platte）
- 馮比瑙衛戍團（Garrison Regiment von Bünau）
- 馮漢恩衛戍團（Garrison Regiment von Huyn），後改名馮班寧（von Benning）
- 馮斯泰因衛戍團（Garrison Regiment von Stein），後改名馮塞茨、馮波貝克（von Seitz; von Porbeck）
- 馮威森巴赫衛戍團（Garrison Regiment von Wissenbach），後改名馮諾布勞赫（von Knoblauch）
- 近衛步兵團（Leib Infantry Regiment）
- 馮多諾普鳥槍兵團（Musketeer Regiment von Donop）
- 馮特朗巴赫鳥槍兵團（Musketeer Regiment von Trümbach），1779年改名馮玻色（von Bose）
- 馮米爾巴赫鳥槍兵團（Musketeer Regiment von Mirbach），1780改名榮格馮洛斯堡（Jung von Lossburg）
- 卡爾親王鳥槍兵團（Musketeer Regiment Prinz Carl）
- 馮伍格瑙鳥槍兵團（Musketeer Regiment von Wutgenau），1777年改名領伯（Landgraf）
- 黑森-卡塞爾砲兵軍（Hesse-Kassel Artillery corps）

 黑森-哈瑙（Hesse-Hanau）
- 鮑許砲兵連（Pausch's Artillery Company）
- 馮克羅伊茨堡獵兵軍（von Creuzbourg's Jäger Corps）
- 耶內克自由軍（Janecke's Frei Corps）
- 黑森哈瑙埃布普林斯團（Hesse Hanau Erbprinz Regiment）

 瓦爾德克（Waldeck）
- 第三瓦爾德克團（3rd Waldeck Regiment）

## 相關大眾文化
- 小麥癭蚊（Hessian fly），一種重要的穀類作物害蟲，因曾被認為是來自黑森傭兵的稻草床墊而得名。
- 華盛頓·歐文1819年出版的文集《見聞札記》（The Sketch Book），其中一篇「沉睡谷傳奇」描繪了現今以「無頭騎士」（Headless Horseman）知名的故事，歐文將之描述為「一個在某場獨立戰爭的戰役中被砲彈炸掉頭顱的黑森騎兵鬼魂」。
- 大衛·格里菲斯1909年合編並導演了一部關於美國獨立戰爭前期的短片，《黑森叛徒》（The Hessian Renegades）。
- 在《快樂旋律》系列短片（Merrie Melodies）中，1950年的《兔巴哥大戰山姆》（Bunker Hill Bunny）設定背景為兔寶寶於美國獨立戰爭其間對抗一個黑森士兵火爆山姆（Yosemite Sam）。
- 霍華德·法斯特（英语：Howard Fast） 1972年的小說《黑森人》（The Hessian）集中描寫一個嘗試逃跑的黑森士兵。
- 美國演員克里斯多夫·華肯在提姆·波頓導演、1999年上映的電影《斷頭谷》中飾演歐文筆下無頭騎士角色的一個版本，是一個野蠻殘暴、在美國獨立戰爭被送到美國的黑森傭兵。
- 黑森傭兵在2012年的一部歷史動作遊戲《刺客教條III》裡作為敵軍登場，在遊戲中被稱為「獵兵」（"Jägers"）。

### 原始文獻
- Johann Conrad Döhla. A Hessian Diary of the American Revolution (University of Oklahoma Press, 1993, First Edition edition)

### 進階閱讀
- Atwood, Rodney. The Hessians: Mercenaries from Hessen-Kassel in the American Revolution (Cambridge University Press, 1980), the standard scholarly history
- Faust, Albert B.  I. Boston: Houghton & Mifflin. 1909: 349–356.
- Fischer, David Hackett. . Oxford university Press. 2004: 517  [2013-08-25]. ISBN 0-19-517034-2. （原始内容存档于2012-10-19）.
- Ingrao, Charles. "'Barbarous Strangers': Hessian State and Society during the American Revolution," American Historical Review Vol. 87, No. 4 (Oct., 1982), pp. 954–976 in JSTOR（页面存档备份，存于）
- Lowell, Edward J. . New York: Harper & Brothers. 1884  [2010-09-14]. （原始内容存档于2016-05-06）.
- Mellick, Jr., Andrew D. . . Somerville, New Jersey: The Unionist-Gazette. 1889: 352–370  [2010-09-14]. （原始内容存档于2016-04-26）.

## 外部連結
- American Revolution.org – The Hessians（页面存档备份，存于）
- Johannes Schwalm Historical Association website（页面存档备份，存于）
- Historical Project: Letters by a Hessian Officer, 馬爾堡大學
- Diary and letters covering the role of Hessian troops in America（页面存档备份，存于）
- Haldimand Collection – Numerous references to the role of Hessian troops in the American war of Independence
- Edward J. Lowell. . New York: Harper & Brothers. 1884  [2010-09-14]. （原始内容存档于2016-05-06）.
- Andrew D. Mellick, Jr. . . Somerville, New Jersey: The Unionist-Gazette. 1889: 352–370  [2010-09-14]. （原始内容存档于2016-04-26）.
- Albert B. Faust.  I. Boston: Houghton & Mifflin. 1909: 349–356.